# Anne Jeffreys

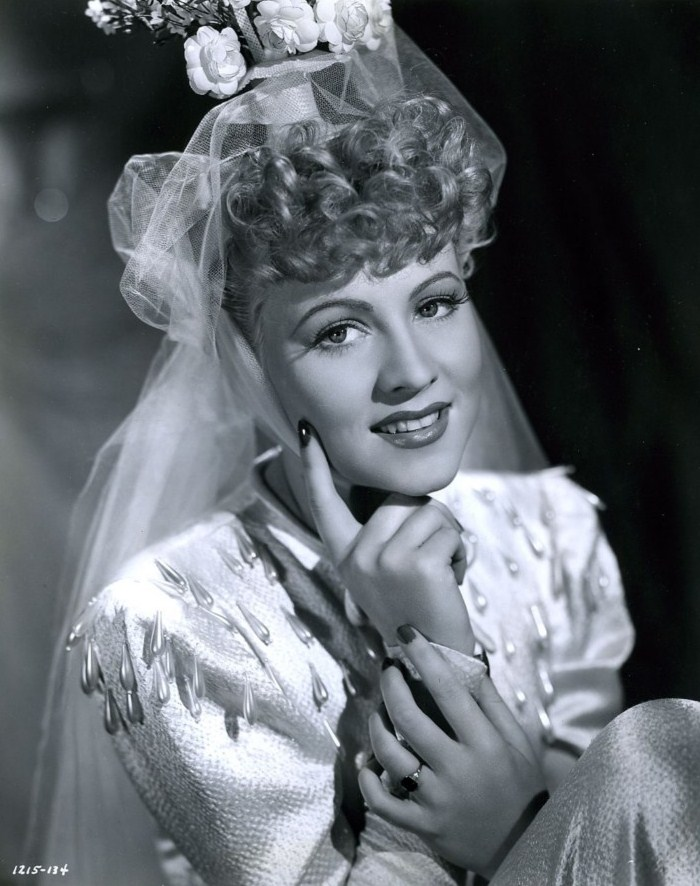
Anne Jeffreys, 1942.

Anne Jeffreys, född Anne Carmichael den 26 januari 1923 i Goldsboro, North Carolina, död 27 september 2017 i Los Angeles, Kalifornien, var en amerikansk skådespelare. Jeffreys medverkade i över 80 filmer och TV-produktioner. Hon var även med i fyra Broadway-produktioner.
Hon har en stjärna på Hollywood Walk of Fame vid adressen 1501 Vine Street.

## Filmografi i urval
- 1942 – Hon var en ängel
- 1945 – Sing Your Way Home
- 1945 – Dillinger
- 1945 – Det är från kriminalen
- 1946 – Dick Tracy möter biljardbollen
- 1947 – Riffraff
- 1948 – Rent hus i Oklahoma
- 1962 – Drömbruden
- 1982–1983 – Maktkamp på Falcon Crest (TV-serie)
- 1985 – General Hospital (TV-serie)
- 1995 – Baywatch (TV-serie)
- 2008 – Richard III